# Bitva o zámek Itter
Bitva o zámek Itter (anglicky Battle for Castle Itter, německy Schlacht um Schloss Itter) se odehrála 5. května 1945 u zámku Itter poblíž vesnice Itter v Severním Tyrolsku. Byla to jedna z posledních bitev druhé světové války na rakouském území. Zvláštností tohoto střetnutí bylo, že při něm bojovali bok po boku vojáci americké armády a wehrmachtu proti jednotkám Waffen SS. Byl to jediný takový případ v průběhu celé světové války.

## Okolnosti
Od roku 1943 sloužil zámek Itter, stavěný od roku 1878 na základech středověkého hradu, jako vězení pro prominentní francouzské vězně, kteří oficiálně spadali pod koncentrační tábor Dachau. Mimo jiné zde byl držen v zajetí bývalý francouzský prezident Albert Lebrun, bývalí ministerští předsedové Édouard Daladier a Paul Reynaud, generálové Maxime Weygand a Maurice Gamelin, tenista Jean Borotra, pravicový vůdce François de La Rocque a mnoho dalších osobností. Spolu s těmito muži zde nacisté drželi také jejich manželky a asistentky.
Dne 4. května 1945 vězni zjistili, že celý zámek je opuštěný a nikdo jej nehlídá. Vzhledem k tomu, že hrozil návrat německých vojáků, kteří by mohli mít v úmyslu vězně zabít, se jeden z nich vydal na kole pro pomoc. Narazil na německou jednotku vojáků wehrmachtu. Té velel major Joseph Gangl, který sám nesouhlasil s nacismem a tajně spolupracoval s rakouským odporem. Gangl a jeho jednotka vyrazili hledat pomoc, kterou našli v podobě americké hlídky šestnácti vojáků s tankem typu M4 Sherman. Té velel důstojník John C. H. Lee. Společně obsadili zámek Itter, kde se opevnili a připravili na případnou bitvu.

## Bitva
Již v noci se k hradu přiblížilo 150 až 200 vojáků Waffen SS. Oproti tomu zámek Itter bránilo pouhých šestnáct Američanů s jedním tankem, dvanáct Němců a několik francouzských vězňů. Obránci měli jen omezené množství munice. Bitva začala v deset hodin dopoledne, kdy vojáci SS střelou z děla zničili tank, který spojenci postavili do vstupní brány hradu. Poté se postupně pod krytím kulometné palby přibližovali s lany ke zdi zámku. Přibližně po pěti až šesti hodinách bitvy byl zabit major Gangl, kterého zasáhl německý odstřelovač. Vojáci SS se již chystali vniknout do zámku, když dorazily americké posily, které je zahnaly na útěk. Kromě majora Gangla zemřeli při obraně zámku další dva bojovníci.

## Ocenění bojovníků
Americký důstojník Lee byl později vyznamenán Křížem za vynikající službu a povýšen na kapitána. Druhý americký důstojník Harry Basse obdržel Stříbrný kříž. Major Gangl byl v Rakousku prohlášen za národního hrdinu a je po něm pojmenována ulice ve městě Wörgl.

## Ohlasy bitvy v kultuře
Bitva o zámek Itter se stala hlavním námětem písně „The Last Battle“ vydané v roce 2016 na albu The Last Stand od švédské heavymetalové hudební skupiny Sabaton.
V roce 2013 vydal Steven Harding knihu The Last Battle: When U.S. And German Soldiers Joined Forces In The Waning Hours Of World War II In Europe, která se bitvou podrobně zabývá. V roce 2017 se připravovalo její filmové zpracování v režii Petera Landesmana.